# Beaver Creek (Kolorado)
Beaver Creek Resort – główny amerykański ośrodek narciarski w pobliżu Avon, Kolorado, zarządzany przez Vail Resorts. Ośrodek składa się z trzech wiosek, główne z Beaver Creek, Bachelor Gulch i na zachód Arrowhead. Beaver Creek Resort sąsiaduje o 13km na wschód z równie dużym ośrodkiem narciarskim w Vail. Beaver Creek jest stałym organizatorem Pucharu świata w narciarstwie alpejskim mężczyzn na słynnej trasie Birds Of Prey. Organizowało także trzykrotnie z Vail Mistrzostwa Świata w Narciarstwie Alpejskim w roku 1989 i 1999 oraz Mistrzostwa Świata w Narciarstwie Alpejskim w 2015.

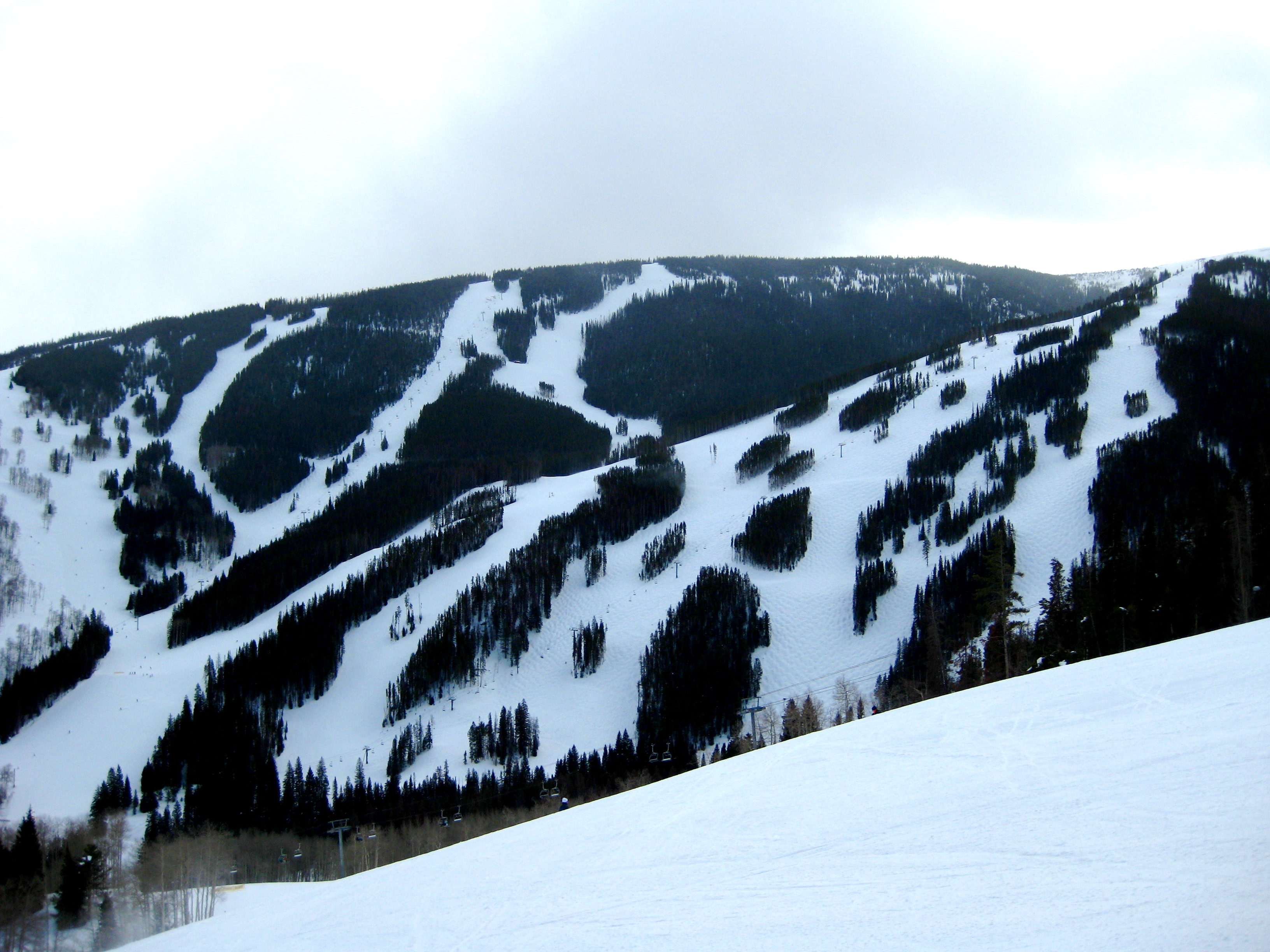
Widok na trasę Birds Of Prey

## Historia
Kiedy George Townsend osiedlił się w dolinie w 1881 roku, wiedział, że znalazł coś specyficznego, piękne szczyty zalesione osiką z pięknymi widokami. W 1972 r. kontynuował wizytację pobliskich terenów. W porozumieniu z miejscowością Vail Townsend postanowił zakupić te tereny i rozpoczął projektowanie ośrodka narciarskiego. Plany Beaver Creek Resort po raz pierwszy zobaczył Pete Seibert, współzałożyciel i były właściciel Vail Resort. Na początku 1970 roku Seibert  próbował przekonać Międzynarodowy Komitet Olimpijski, aby zorganizować Zimowe igrzyska olimpijskie w Denver w 1976 roku, gdzie konkurencje alpejskie miałyby się odbyć w nieistniejącym jeszcze Beaver Creek Resort. Jednak Denver zrezygnowało z ubiegania się o zimowe igrzyska olimpijskie w listopadzie 1972 r. Po tej informacji plany budowy ośrodka narciarskiego Seiberta upadły. Vail Resorts został zakupiony przez Harry'ego Bassa, potentata naftowego z Golaid Oil, który postanowił kontynuować marzenie budowy Beaver Creek Resort Seiberta. W sezonie narciarskim 1980/81 w Beaver Creek został otworzony pierwszy hotel o nazwie The Charter at Beaver Creek. Bass zainwestował ogromne fundusze w ośrodek budując bardzo kosztowne domki letniskowe na wzór europejskiej wsi. W wyniku błędnego planu biznesowego okazało się, że większość tych domków zostało pustych w czasie sezonu narciarskiego.
W Beaver Creek co roku w czerwcu odbywa się AEI World Forum, na którym zbiera się cała śmietanka wybranej grupy liderów biznesu, urzędników państwowych, naukowców i byłych szefów rządów, by obradować o najważniejszych wątkach gospodarczych, społecznych i związanych z bezpieczeństwem, przed którymi stoi USA i cały Świat. Na forum zjeżdżają się też szefowie wielkich międzynarodowych korporacji, by porozmawiać o interesach i finansach. A także urzędnicy rządowi z Europy, Azji i obu Ameryk, by debatować o strategii gospodarczej i międzynarodowej z dala od mediów. AEI World Forum odbywa się co roku od 1982 r. pod patronatem American Enterprise Institute i Vail Valley Foundation.
Ośrodek słynie z eleganckiej zabudowy prorodzinnej, pól golfowych Robert Trent Jones Jr Golf Course. Beaver Creek Golf Club, położony na stokach Góry Beaver Creek, jest jednym z najdłuższych pól golfowych w Vail. Pola golfowe zostały otwarte w 1982 roku, pola te są znane ze swych długich i wąskich przestrzeni do gry w golfa z różnymi stopniami trudności.
W ostatnich latach w Beaver Creek pola golfowe zostały przebudowane na wzór pierwotnych projektów, gdzie zainstalowano nowy systemu odwodnienia i wymieniono starą ziemię na nową, by lepiej się grało. Dodatkowo zostały zbudowane restauracje, dawniej znane jako Holden, a obecnie przyjęły nazwę Rendezvous Club.
W ośrodku są zatrudniani przeważnie pracownicy z wschodniego wybrzeża USA i Ameryki Południowej.

## Obszar narciarski

### Położenie
- Baza: 2470 m
- Szczyt: 3490 m
- Różnica wysokości: 1230 m.

## Trasy i powierzchnia[1]
Umiejscowione są na czterech górach. Są to: (Beaver Creek, Grouse Mountain, Larkspur Bowl, Arrowhead Mountain)
- Łączny obszar narciarski wynosi: 6,58 km²
- Ośrodek posiada 148 tras o różnym stopniu trudności:
  - Łatwe 19%
  - Trudne 43%
  - Bardzo trudne 38%
- Najdłuższa trasa:Cinch 4,43 km
- Średnia roczna pokrywa śniegowa wynosi: 787 cm.

Beaver Creek posiada również:
- 4 Snowparki
- 1 rynnę do Half-pipe'u.

## Wyciągi[2]
- 2 Gondole
- 10 czteroosobowych wyciągów krzesełkowych
- 2 trzyosobowe wyciagi krzesełkowe
- 3 dwuosobowe wyciągi krzesełkowe.